# Phrynobatrachus werneri
Phrynobatrachus werneri és una espècie de granota que viu a Camerun i Nigèria.